# Кук, Джонатан
Джонатан Кук (англ. Jonathan Kuck, 14 марта 1990, Эрбана, Иллинойс, США) — конькобежец из США. Чемпион мира в командной гонке (2011), серебряный призёр Олимпийских игр в Ванкувере (2010), серебряный призёр чемпионата мира в классическом многоборье (2010), серебряный призёр чемпионата мира среди юниоров (2009), двукратный чемпион США в классическом многоборье.

## Биография
Начал заниматься конькобежным спортом с 10 лет.
На чемпионате мира среди юниоров в 2008 году занял третье место в командной гонке. Через год на чемпионате по юниорам выиграл два серебра и две бронзы: второй на 1000 м и в классическом многоборье, третий на 5000 м и в командной гонке. Отобрался на Олимпиаду в Ванкувере, где выступал в двух дисциплинах: 10000 м и командная гонка. На 10000 метров занял 8-е место, а в командной гонке выиграл серебряную медаль. В финале сборная США уступила сборной Канады. Вместе с Куком в финале бежали Чэд Хедрик и Брайан Хансен.
На чемпионате мира по классическому многоборью 2010, состоявшемуся через месяц после Олимпиады, Кук участвовавший на своём первом чемпионате мира среди взрослых и не завоевавший в сезоне ни одного подиума на этапах Кубка мира, неожиданно занял второе место после Свена Крамера, выиграв по ходу чемпионата 1500 метровую дистанцию.
В следующем сезоне (2010/2011) Джонатан завоевал единственный подиум в Кубке мира на этапе в Берлине, где Кук занял второе место на 5000 м, выиграл чемпионат Северной Америки, а также стал чемпионом мира в командной гонке на чемпионате мира по отдельным дистанциям в Инцелле (совместно с Шани Дэвисом и Тревором Марсикано).
На первых трёх этапах Кубка мира в сезоне 2011/2012 завоевал два подиума, второе место в командной гонке на первом этапе в Челябинске и второе место в масс-старте на втором этапе в Астане (проиграл Ли Сын Хуну).
В 2012 году на чемпионате мира на отдельных дистанциях завоевал первую медаль в личном зачёте, став третьим на дистанции 5000 м. На 10000 метров также завоевал бронзовую медаль. В командной гонке стал вторым.
В настоящее время обучается в Университете Иллинойса в своём родном городе, изучает физику и информатику.